# Ratpenat orellut canari
El ratpenat orellut canari (Plecotus teneriffae) és una espècie de ratpenat de la família dels vespertiliònids. És endèmic de les illes Canàries. Es troba principalment en boscos, a una altitud d'entre 100 i 2.300 msnm. S'alimenta majoritàriament d'arnes. Viu en coves, tubs de lava i edificis abandonats. Està amenaçat per la pèrdua d'hàbitat provocada per la desforestació, l'ús de pesticides a prop dels boscos i les reformes d'edificis. Es creu que en queden entre 500 i 2.000 individus. Només se'n coneixen dues colònies reproductives: una a La Palma (a les Cuevas de los Murciélagos) i Tenerife. Es creu que la colònia de La Palma, que és la més gran, s'ha reduït en un 80% al llarg dels últims anys.

## Subespècies
- Plecotus teneriffae gaisleri (Benda, Kiefer, Hanak i Veith, 2004)
- Plecotus teneriffae teneriffae (Barrett-Hamilton, 1907)[4]